# Nellingen
Nellingen är en kommun (tyska Gemeinde) i Alb-Donau-Kreis i förbundslandet Baden-Württemberg i Tyskland. Kommunen består av ortsdelarna (tyska Ortsteile) Nellingen och Oppingen. Folkmängden uppgår till cirka 2 100 invånare, på en yta av 35,78 kvadratkilometer.
Kommunen ingår i kommunalförbundet Laichinger Alb tillsammans med staden Laichingen och kommunerna Heroldstatt, Merklingen och Westerheim.

## Befolkningsutveckling
| Befolkningsutvecklingen i Nellingen 1975–2015 | Befolkningsutvecklingen i Nellingen 1975–2015 | Befolkningsutvecklingen i Nellingen 1975–2015 | Befolkningsutvecklingen i Nellingen 1975–2015 | Befolkningsutvecklingen i Nellingen 1975–2015 |
| --------------------------------------------- | --------------------------------------------- | --------------------------------------------- | --------------------------------------------- | --------------------------------------------- |
|                                               |                                               |                                               |                                               |                                               |
| År                                            |                                               |                                               | Folkmängd                                     | Areal (ha)                                    |
| 1975                                          | 1975                                          |                                               | 1 512                                         | 3 577                                         |
| 1980                                          | 1980                                          |                                               | 1 441                                         |                                               |
| 1985                                          | 1985                                          |                                               | 1 493                                         |                                               |
| 1990                                          | 1990                                          |                                               | 1 600                                         | 3 582                                         |
| 1995                                          | 1995                                          |                                               | 1 692                                         |                                               |
| 2000                                          | 2000                                          |                                               | 1 785                                         | 3 578                                         |
| 2005                                          | 2005                                          |                                               | 1 882                                         |                                               |
| 2010                                          | 2010                                          |                                               | 1 889                                         |                                               |
| 2015                                          | 2015                                          |                                               | 1 933                                         |                                               |
|                                               |                                               |                                               |                                               |                                               |